# Марк Морган
Марк Морган (англ. Mark Morgan; 22 жовтня 1961) — американський музикант і композитор відеоігор, телебачення та фільмів. Він відомий своєю роботою над саундтреками до ігор Fallout, Fallout 2 і Planescape: Torment. Також він був колишнім учасником групи Starship. Він народився в Лос-Анджелесі, Каліфорнія, в родині архітектора Мелфорда Моргана та Бетті Морган, піаністки з класичною освітою. Живучи з батьками, він захопився музикою і почав вчитися грати на фортепіано.
Після закінчення середньої школи він переїхав до Бостона, де вступив до музичного коледжу Берклі, де вивчав гри фортепіано та композицію, а також дізнався про електронну музику. У 1988 році приєднався до Starship як клавішник, грав із гуртом для альбому Love Among the Cannibals і гастролював із ними до 1990 року.

## Альбоми
- Fade to Black (1987) (з Ларрі Джоном Макнеллі)
- Love Among the Cannibals (1989) (з Starship)
- So Many Routes (2004) (з Майком Санчесом)

### Виступ гостей
- 1987 — Роджер Долтрі (про «Диво кохання» та «У серця є свої причини» з «Не можу дочекатися перегляду фільму»)
- 1987 — Шер (на «Skin Deep» від Шер)
- 1994 — Протистояння (Оригінальний телевізійний саундтрек)
- 1994 — Моє так зване життя (Музика з телесеріалу)

## Фільми
- Куди тебе веде день (1992)
- Гра пророка (2000)
- Атака акули 2 (2000) (пряме відео)

## Відеоігри
- Zork Nemesis (1995)
- Dark Seed II (1995)
- Shattered Steel (1996)
- Descent II (1996)
- Zork: Grand Inquisitor (1997)
- NetStorm: Island At War (1997)
- Fallout (1997)
- Fallout 2 (1998)
- Planescape: Torment (1999)
- Civilization: Call of Power (1999)
- Giants: Citizen Kabuto (2000)
- Allods Online (2009)
- Need for Speed: Shift (2009)
- Wasteland 2 (2014)
- Prey 2 (скасовано в 2014 році)
- Stasis (2015)
- Torment: Tides of Numenera (2017)
- The Bard's Tale IV: Barrows Deep (2018)
- Wasteland 3 (2020)

## Телебачення
- Повернення додому (1996)
- Чорнило (1996)
- Здобич (1998)
- Сірка (1999)
- Школа виживання (2003—2012)
- Гаваї (2004)
- Хелтер Скелтер (2004)
- Дивна дівчина (2005)
- Коджак (2005)
- Інстинкт вбивці (2005)
- Акула (2006—2008)